# Austevoll
Austevoll ist eine Inselkommune im norwegischen Fylke Vestland. Sie liegt an der Nordsee und ist umgeben von den Kommunen Øygarden im Norden, Bjørnafjorden im Nordosten, Tysnes im Osten und Fitjar im Süden. Die Kommune besteht aus 667 großen und kleinen Inseln. Das administrative Zentrum der Kommune liegt in Storebø, ihrem nach Einwohnerzahl größten Ort.

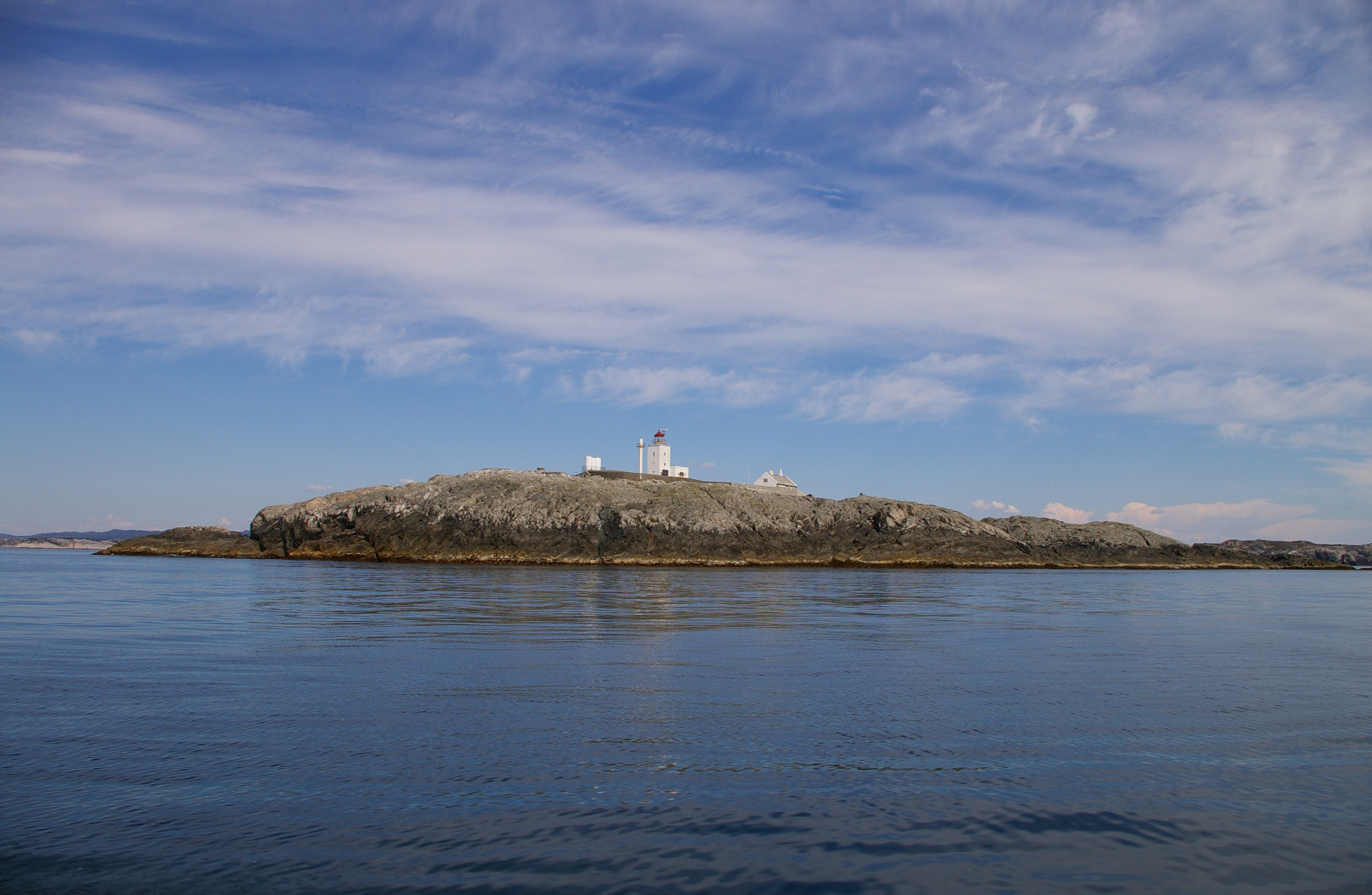
Store Marstein mit dem Leuchtturm Marstein fyr (Sommer 2008)

Fischerei ist seit Generationen der wichtigste Wirtschaftszweig der Kommune. Seit den 1980er Jahren nimmt die Fischzucht im Meer zu und heute wird die Kommune zu denen mit der größten Lachszucht gerechnet.
In Austevoll befindet sich eine Fischereifachschule, und das norwegische Meeresforschungsinstitut hat eine Abteilung in Austevoll. Eine der größten Offshore-Versorgungs-Reedereien Norwegens (District Offshore ASA) hat in Storebø ihre Hauptniederlassung.
Auf der zur Kommune gehörenden kleinen Insel Store Marstein steht der 1877 errichtete Leuchtturm Marstein fyr, der die Einfahrt in den Krossfjord und somit die südliche Zufahrt nach Bergen und die nördliche Zufahrt zum Hardangerfjord markiert.